# Pedro de Poitiers
Pedro (Poitiers, siglo XI - Chauvigny, 4 de abril de 1115), fue obispo de Poitiers entre los siglos XI y XII, venerado como santo por la Iglesia católica. Es el segundo obispo de Poitiers con el nombre de Pedro, y en las fuentes a menudo se le conoce como Pedro II.
No se sabe nada de la vida de Pedro antes de su elevación al episcopado. Era archidiácono de la Iglesia de Poitiers cuando, en 1187, fue elegido para suceder a su hermano Isemberto II de Poitiers; según el "Chronicon Malleacensis" fue consagrado obispo el 22 de febrero de 1187.
Pedro se distinguió especialmente por su firmeza en la defensa de los derechos de la Iglesia y por su valentía en la denuncia de los abusos de la época. Denunció la ilegitimidad del matrimonio del rey Felipe I de Francia, que había condenado durante el Concilio de Poitiers de 1100. Mantuvo la misma resolución hacia el conde Guillermo de Poitiers, a quien excomulgó, a pesar de las amenazas, por haber insultado públicamente a Gerardo de Blaye, obispo de Angulema. Esto le valió el exilio en Chauvigny.
El trabajo de Pedro también es importante porque trabajó decisivamente para la aprobación papal de la Abadía de Fontevrault, ubicada en el territorio de su diócesis, que él mismo había abierto en 1106.
Murió en Chauvigny el 4 de abril de 1115.
En el Martirologio Romano actual, reformado de acuerdo con los decretos del Concilio Vaticano II, se insertó la memoria de San Pedro el 4 de abril, recordándolo con estas palabras:

En Poitiers, en Aquitania, san Pedro, obispo, que favoreció los comienzos de la Orden de Fontevrault y, removido injustamente de la sede, falleció exiliado en Chauvigny